# Nobiltà tedesca

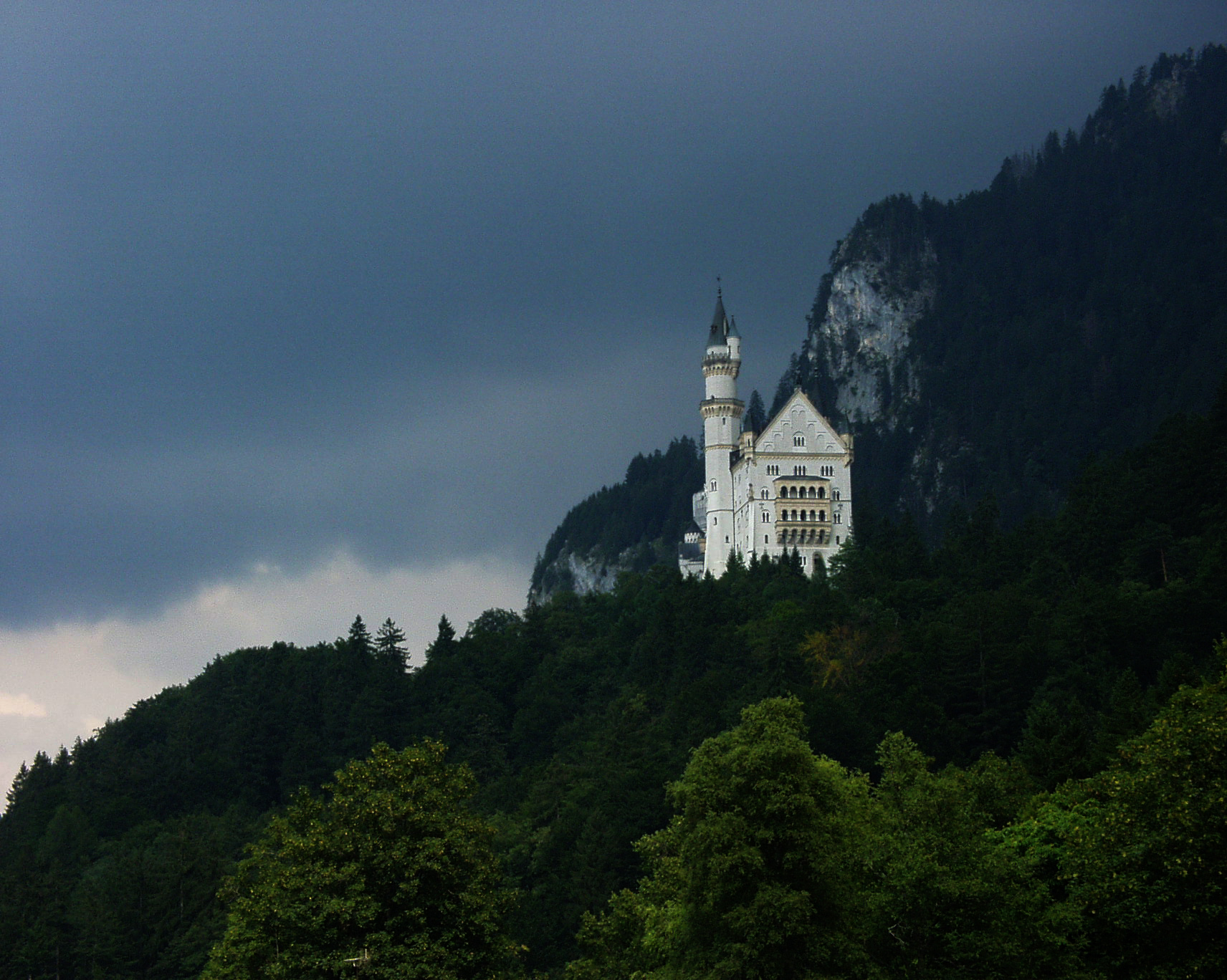
Il Castello di Neuschwanstein, residenza del re di Baviera Ludovico II.

La nobiltà tedesca fu un'élite aristocratica ereditaria, classe dirigente del Sacro Romano Impero, parte dell'attuale Germania.
In Germania, tutti i figli legittimi di un nobiluomo avevano diritto ad un titolo nobiliare, salvo rare eccezioni. Ad esempio, non tutti i figli di un re o di un principe sovrano divenivano re, principi o elettori regnanti, ma ottenevano semplicemente il titolo di principi o duchi.
La nobiltà tedesca venne abolita con una legge dell'11 agosto 1919, proclamata dalla Costituzione di Weimar, secondo la quale tutti i tedeschi venivano riconosciuti uguali di fronte alla legge e vennero revocati tutti i diritti ed i privilegi della nobiltà.

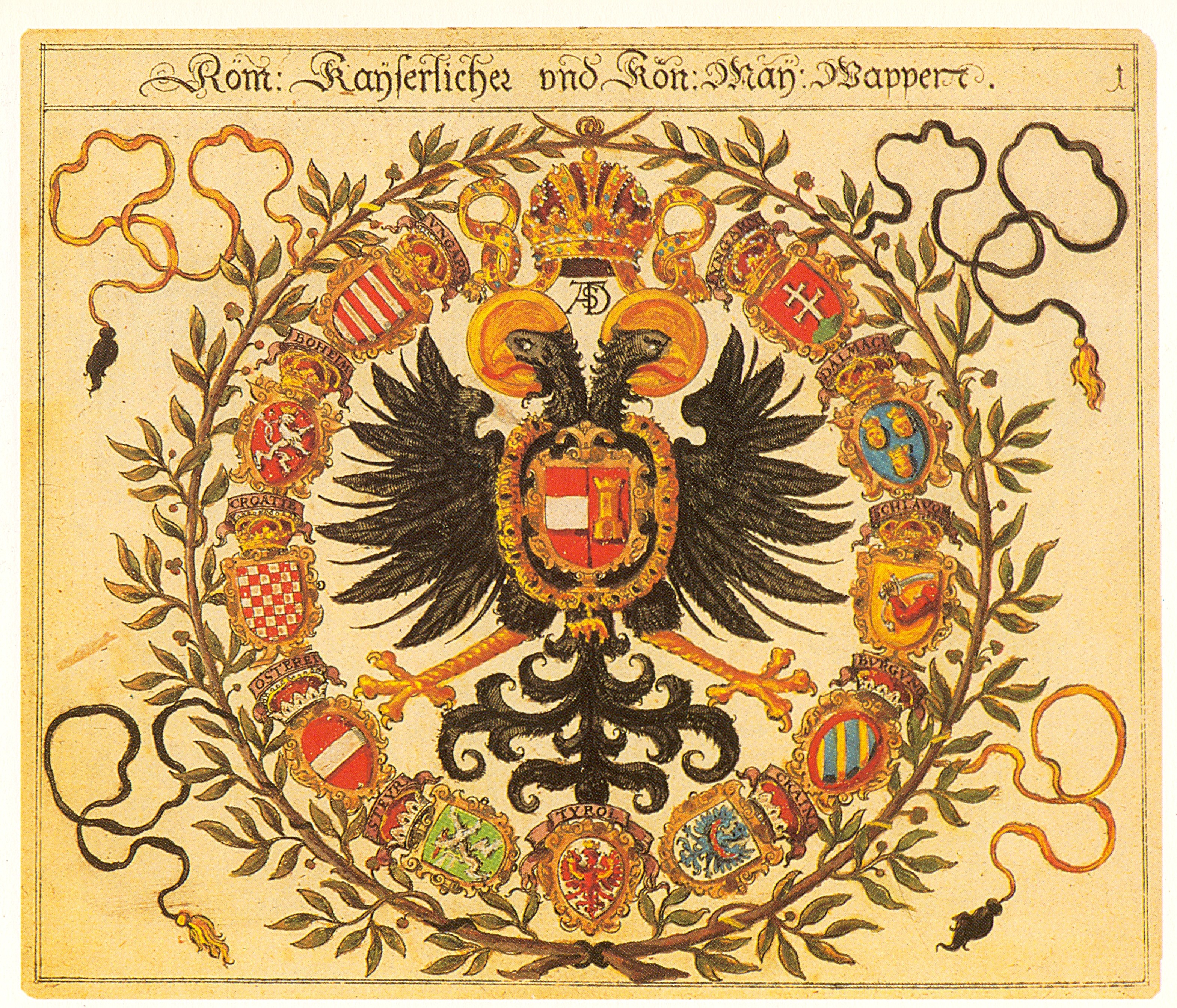
Stemma del Sacro Romano Impero

La nobiltà tedesca, ad ogni modo, continuò a giocare un ruolo fondamentale nelle relazioni tra le varie nazioni europee, dal momento che molti degli attuali monarchi d'Europa discendono da nobili tedeschi. La nobiltà era tutt'altro che omogenea, sussistendo la netta distinzione tra alta nobiltà o imperiale e quella provinciale. Generalmente l'alta nobiltà tedesca era titolare di un feudo imperiale ed immediato e come tale aveva diritto al voto nel Reichstag. Vi facevano parte duchi, antichi principi (dal 1582), langravi e margravi, principi-conti, conti.
La maggior parte, ma non tutti, dei cognomi tedeschi della nobiltà sono preceduti dal predicato von o v., con il significato di de o di, o talvolta dal predicato  zu, che è da tradursi con da. Talvolta i titoli si trovano uniti in von und zu, nel significato di di e da. Altre forme che si possono incontrare sono: von der (dei o della), vom (dei), zur (nel) e zum (nel).

## Divisioni della nobiltà
- Uradel (aprimordiale nobiltà): nobiltà le cui origini sono databili a prima del XV secolo e che si sono originate da comandanti militari antichi.
- Briefadel (nuova nobiltà): nobiltà che ha ottenuto il titolo tramite patente imperiale. La prima di esse risale al 30 giugno 1360 per Wyker Frosch di Magonza.
- Hochadel (alta nobiltà): nobiltà sovrana e che ha ottenuto la sovranità di uno stato tedesco.
- Niederer Adel (bassa nobiltà): nobiltà che non ha ottenuto la sovranità di uno stato tedesco.

## Titoli e ranghi
Dopo le mediatizzazioni napoleoniche la Dieta tedesca riconoscerà ai capifamiglia di tale nobiltà ex-sovrana il predicato onorifico di "altezza serenissima" (Durchlaucht) nel 1825 per i duchi, principi e principi-conti, e di "altezza illustrissima" (Erlaucht) nel 1829 per i capi delle antiche case di conti sovrani, includendovi anche coloro che avevano titoli onorifici in Austria.
Altri titoli riconosciuti furono quelli di Hochgeboren ("di illustre nascita"), Wohlgeboren ("benestante", "patrizio"), Erblaender ("possidente ereditario").

### Titoli sovrani
| Titolo (italiano)               | Titolo (tedesco)         | Territorio (italiano) | Territorio (tedesco)   |
| ------------------------------- | ------------------------ | --------------------- | ---------------------- |
| Imperatore/Imperatrice          | Kaiser(in)               | Sacro Romano Impero   | Kaiserreich, Kaisertum |
| Re/regina                       | König(in)                | Regno                 | Königreich             |
| Elettore/elettrice              | Kurfürst(in)             | Elettorato            | Kurfürstentum          |
| Arciduca/Arciduchessa           | Erzherzog(in)            | Arciducato            | Erzherzogtum           |
| Granduca/granduchessa           | Großherzog(in)           | Granducato            | Großherzogtum          |
| Duca/duchessa                   | Herzog(in)               | Ducato                | Herzogtum              |
| Conte/contessa palatino/a       | Pfalzgraf/Pfalzgräfin    | Contea palatina       | Pfalzgrafschaft        |
| Margravio/margravia             | Markgraf/Markgräfin      | Marchesato, Marca     | Markgrafschaft         |
| Langravio/langravia             | Landgraf/Landgräfin      | Langraviato           | Landgrafschaft         |
| Burgravio/burgravia             | Burggraf/Burggräfin      | Burgraviato           | Burggrafschaft         |
| Principe/principessa            | Fürst(in)                | Principato            | Fürstentum             |
| Conte/contessa dell'Impero      | Reichsgraf/Reichsgräfin  | Contea/Contado        | Grafschaft             |
| Altgravio/altgravia             | Altgraf/Altgräfin        | Altgraviato           | Altgrafschaft          |
| Barone/baronessa dell'Impero    | Freiherr/Freifrau/Freiin | Baronia, Signoria     | Herrschaft             |
| Cavaliere/cavaliera dell'Impero | Reichsritter             | Cavalierato           | Ritterschaft           |

### Titoli non regnanti
| Titolo (italiano)                                              | Titolo (tedesco)         |
| -------------------------------------------------------------- | ------------------------ |
| Principe ereditario/principessa ereditaria                     | Kronprinz(essin)         |
| Granduca/granduchessa                                          | Großherzog(in)           |
| Gran principe/gran principessa                                 | Grossfürst(in)           |
| Arciduca/arciduchessa                                          | Erzherzog(in)            |
| Principe/principessa dell'Impero                               | Prinz(essin)             |
| Duca/duchessa                                                  | Herzog(in)               |
| Principe/principessa                                           | Fürst(in)                |
| Marchese/marchesa                                              | Markgraf/Markgräfin      |
| Landgravio/landgravia                                          | Landgraf/Landgräfin      |
| Conte/contessa dell'Impero                                     | Reichsgraf/Reichsgräfin  |
| Conte/contessa palatino/a                                      | Pfalzgraf/Pfalzgräfin    |
| Burgravio/burgravia                                            | Burggraf/Burggräfin      |
| Altgravio/altgravia                                            | Altgraf/Altgräfin        |
| Conte/contessa                                                 | Graf/Gräfin              |
| Barone/baronessa                                               | Freiherr/Freifrau/Freiin |
| Signore                                                        | Herr                     |
| Cavaliere (raggruppato ai nobili senza titolo specifico)       | Ritter                   |
| Nobile (raggruppato ai nobili senza titolo specifico)          | Edler/Edle               |
| Giovane signore (raggruppato ai nobili senza titolo specifico) | Junker                   |

Gli eredi di molti nobili sovrani avevano uno speciale titolo preceduto dal suffisso Erb-, che indicava la parola "ereditario", cioè in attesa del titolo alla morte del reggente.